# Kungsskedstork
Kungsskedstork (Platalea regia) är en fågel i familjen ibisar inom ordningen pelikanfåglar.

## Utbredning och systematik
Fågeln förekommer i Australien, Nya Zeeland, Indonesien, på Nya Guinea samt Salomonöarna. Den behandlas som monotypisk, det vill säga att den inte delas in i några underarter.

## Status
Arten har ett stort utbredningsområde och beståndet anses stabilt. Internationella naturvårdsunionen IUCN listar den därför som livskraftig (LC).

## Bilder

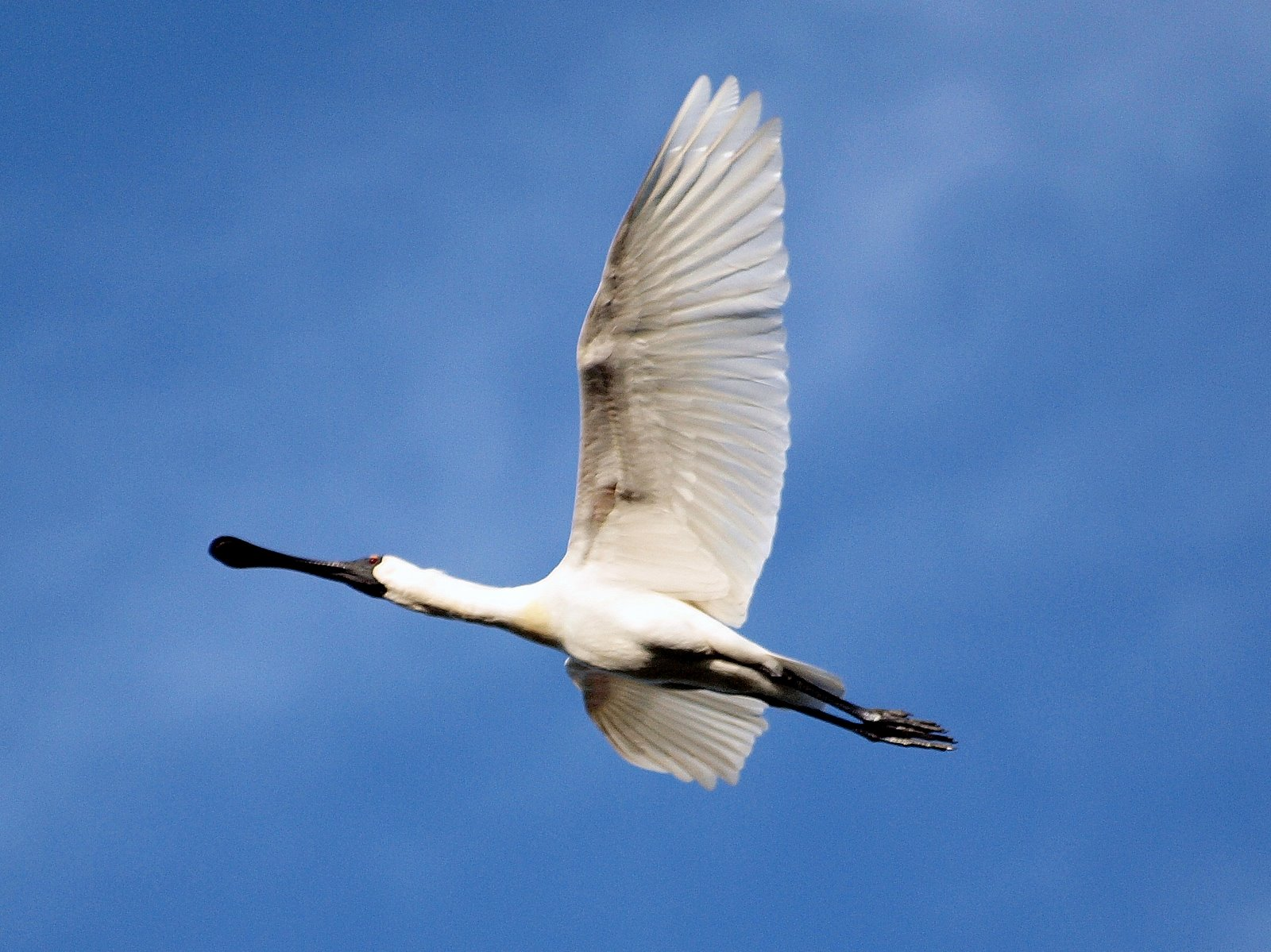
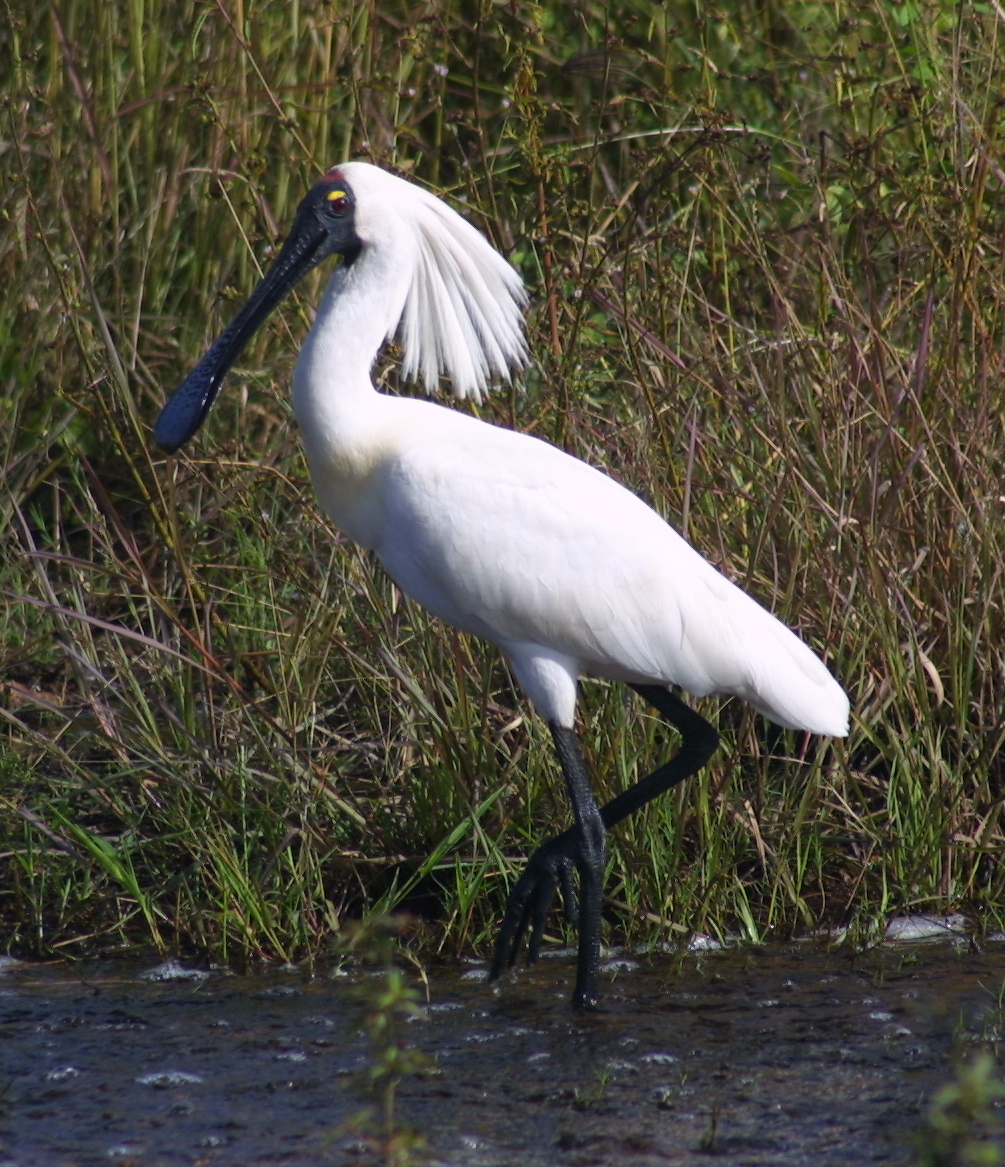
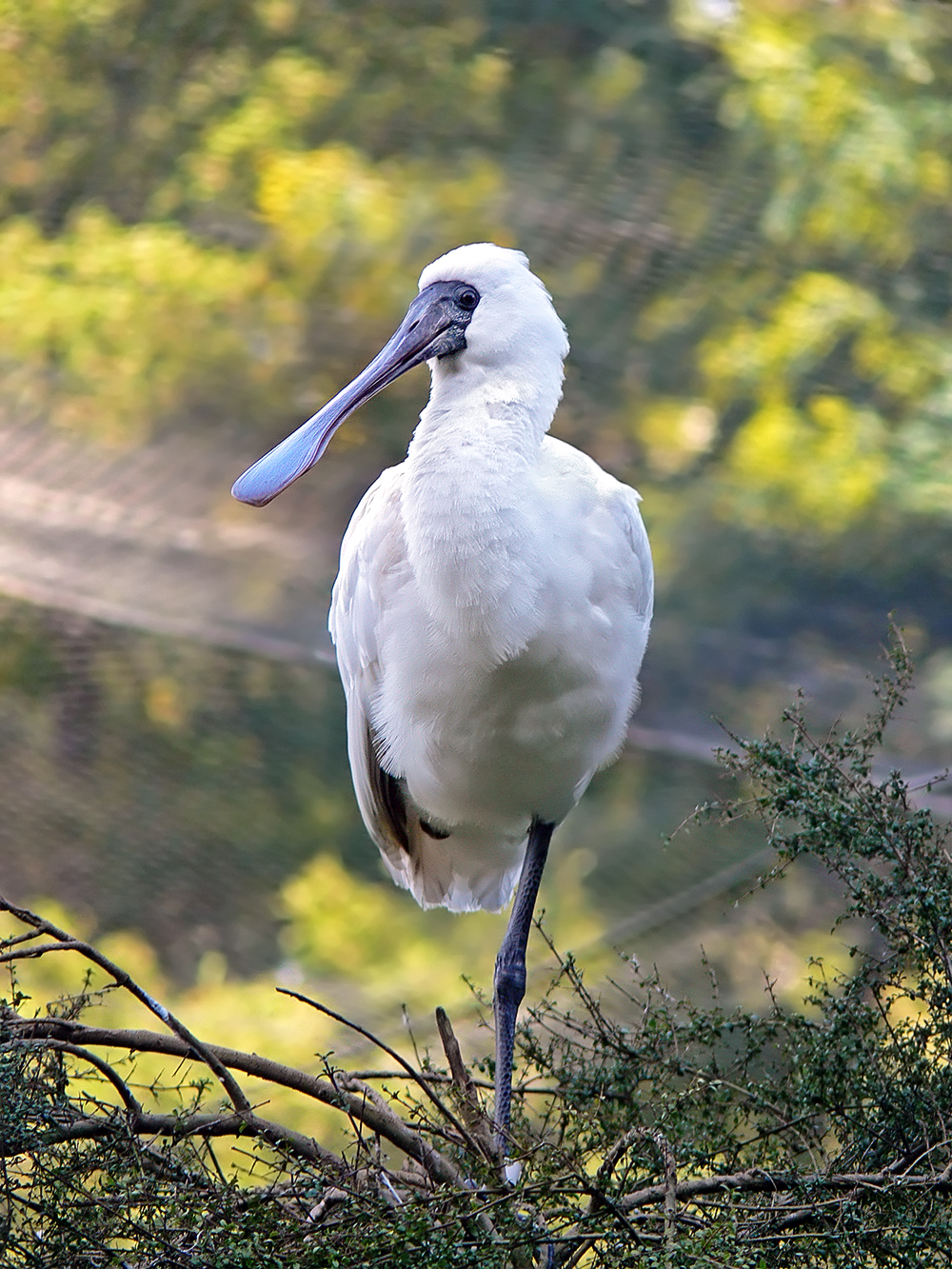
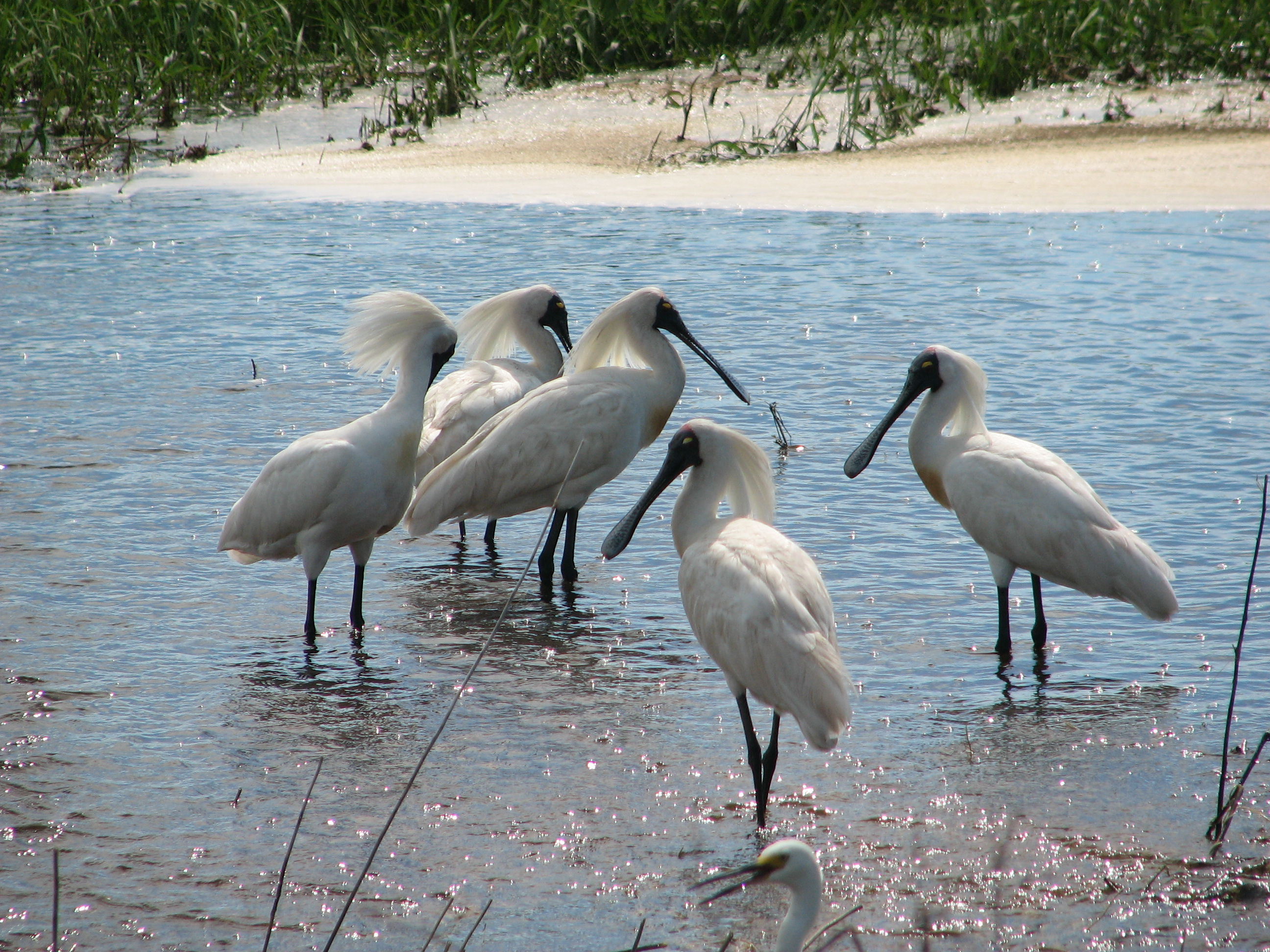